# Aberdeen (film)
Aberdeen – brytyjsko-norwesko-szwedzki dramat obyczajowy z 2000 roku w reżyserii Hansa Pettera Molanda. Zdjęcia do filmu realizowano w Norwegii (Bergen, Oslo) oraz w Szkocji (Glasgow, Glencoe w hrabstwie Highland, Saltcoats w hrabstwie North Ayrshire).

## Muzyka
Autorem muzyki do filmu jest polski kompozytor Zbigniew Preisner. W nagraniu wzięli udział inni polscy muzycy, m.in. Leszek Możdżer na fortepianie i Wojciech Kowalewski na perkusji.

## Scenografia
Współautorem scenografii do filmu jest Janusz Sosnowski.

## Nagrody
- Brązowa Żaba na festiwalu Camerimage w Polsce dla Philipa Ogaarda.
- Nagroda dla Leny Headey jako najlepszej aktorki na festiwalu w Brukseli.
- Nagroda dla Iana Harta jako najlepszego aktora na festiwalu w Karlowych Warach.
- Nagroda dla scenarzystów na festiwalu w Mediolanie.

## Ścieżka dźwiękowa
Aberdeen (Original Film Soundtrack) – muzykę do filmu skomponował Zbigniew Preisner, nagrani ukazały się w 2000 roku nakładem wytwórni muzycznej Silva Classics.
Lista utworów
1. „Aberdeen – Beginning Of The Story”
2. „Return To The Past”
3. „Road”
4. „On The Deck”
5. „Night Landscapes”
6. „Memories From Childhood”
7. „Lovers”
8. „Crying For Help/ Humiliation”
9. „Border”
10. „Aberdeen – Piano Version”
11. „For You”
12. „I Am Not Your Father”
13. „Visit In Hospital”
14. „Be Always Like That”
15. „Wandering In Time And Space”
16. „A Last Goodbye”
17. „Aberdeen End Titles”